# Монбар, Даниэль
Даниэль Монбар (1645—1707) (более известный как Монбар Истребитель) — французский буканьер XVII века. В течение нескольких лет он был известен как один из самых жестоких буканьеров, действовавших против испанцев в течение середины 17-го столетия. Его репутация жестокого врага Испанской Империи была сравнима лишь с молвой о Франсуа Олоне и Роке Бразильце.

## Биография
Монбар родился в богатой семье в Лангедоке примерно в 1645 году. Он был хорошо образован и воспитывался как джентльмен. Согласно популярной легенде, неслыханная ненависть Монбара к испанцам возникла после чтения рассказов, повествующих о жестокости конкистадоров в Новом Свете. Особенную ярость вызвал рассказ, написанный Лас Касасом, описывающий злодеяния, совершённые против индейцев. Оставив родную Францию в 1667 году, он отправился на корабле из Гавра вместе со своим дядей, чтобы служить своей стране в Королевском французском флоте во время войны с Испанией.
Он сопровождал своего дядю в Вест-Индию, где их судно было потоплено, а дядя убит около Санто-Доминго в сражении с двумя испанскими военными кораблями. Смерть его дяди послужила ещё одним источником его ненависти к испанцам; прибившись к пиратскому притону на Тортуге, впоследствии он очень скоро стал капитаном буканьерского судна. Монбар отличился во время нападения на испанский галеон, его кровожадность так описывалась современником:

«Монбар был во главе группы смельчаков, пробившихся к палубам врага, где царил хаос и смерть; и когда подчинённые Монбара закончили сражение, его единственное удовольствие, казалось, состояло в том, чтобы рассмотреть не сокровища судна, а число мертвых и умирающих испанцев, против которых он поклялся в глубокой и вечной ненависти, которая поддерживала его всю жизнь.»— 
Он нападал на испанские поселения вдоль побережья Мексики, Кубы и Пуэрто-Рико. Монбар также совершил набег на колонии на Антильских островах и в Гондурасе, захватил Веракрус и Картахену. Выполняя обет мщения против испанцев, он стал известным по всему испанскому побережью Северной Америки как «Монбар Истребитель». Это прозвище в точности отражало его собственную жестокость к испанцам. Он ограбил и поджег Порто Кабалло, Сан-Педро, Гибралтар и Маракайбо, самые укреплённые крепости среди других испанских цитаделей, и захватил или разрушил множество других фортов и поселений.
Хотя он и не убивал с хладнокровием, как делали некоторые его современники, он не давал пощады своим врагам и, как было известно, пытал пленных испанских солдат. Один из множества его печально известных методов состоял в том, что одному из пленников вскрывают брюшную полость, извлекают один конец толстой кишки и прибивают его гвоздями к мачте, а затем заставляют несчастного «плясать до тех пор, пока он не свалится замертво, нанося ему удары по заду горящим поленом».
Обстоятельства его смерти не зафиксированы; как бы то ни было, он мог потеряться в море во время одного из его путешествий в 1707 году. В то же время о нём говорили, что он, разграбив множество испанских судов и фортов, накопил значительное количество ценностей за время своей пиратской карьеры. По некоторым сообщениям, сокровище закопали около Анс де Гувернёр (Anse de Gouverneur) или Гранд Салине (Grand Saline). Но Монбар умер прежде, чем смог возвратиться к своему богатству.

## В массовой культуре
- Монбар показан в нескольких французских драмах, прежде всего, любовном романе Ж.-Б. Пикенара «l’Exterminateur: ou le dernier des flibustiers» 1807 года.
- Чёрный Корсар в романе Эмилио Сальгари уважительно отзывался о Монбаре как об идейном мстителе испанцам за истязания индейцев.